# Мирјана Добросављев
Др сц. мед. Мирјана Добросављев основала је у Новом Саду први приватну специјалистичку ординацију, радиолошки Кабинет за ултрасонографску дијагностику (1), 1991. године (после II светског рата).
Др сц. мед. Мирјана Добросављев р. Ковачевић специјалиста радиологије - радиолог, ћерка Петра Ковачевића (1913—1981) београдског и новосадског трговца и мајке Наде-Сеје Ковачевић, кореспондента за стране језике, рођене Танурџић, ћерке познатог трговца Николе Танурџића, (Танурџићева палата(2)) рођена је у Новом Саду 11.09.1950. године.
Основну школу и гимназију „Јован Јовановић-Змај" завршила је у Новом Саду, а на Медицинском факултету - Универзитета у Новом Саду (3) дипломирала 1976. године. Две године радила у општој пракси, а специјализацију из радиологије завршила 1983. године да би 1986. године положила субспецијалистички испит из нових метода у радиологији: „Компјутеризоване томографије и ултрасонографије“.
Завршила је и Postgraduate Studies of Ultrasound in Ian Donald Inter-University (4). У магистарском раду „Диференцијална дијагностика сонолуцентних формација у ехотомографији бубрега“, обрадила је ту тематику и рад одбранила 1987. године.
Докторску дисертацију, у менторству Професора др Лазара Поповића-радиолога, „Евалуација нефросонографског налаза у корелацији са патоморфолошким супстратом“ је одбранила 1989. године. Рад са студентима и предавања у оквиру постдипломске наставе обављала као Научни сарадник Медицинског факултета у Новом Саду. У пракси се бави ултрасонографском дијагностиком.
Објавила је више од 60 научних и стручних радова и аутор је поглавља Нефрологија, у књизи „Дијагностички ултразвук у гастроентерологији и нефрологији".
Супруг Милан Добросављев (1946) адвокат. Син Срђан Добросављев (1974) адвокат, ћерка Душка Франета,рођ. Добросављев (1977) доктор наука.